# Матчи сборной Москвы по футболу (1928)
Сезон 1928 года стал 22-м в истории сборной Москвы по футболу.
В нем сборная провела 11 официальных матчей — 7 соревновательных в рамках Всесоюзной Спартакиады и 4 товарищеских междугородних: со сборной Ленинграда (в рамках матча городов), два матча со сборной Одессы и один со сборной Днепропетровска, а также 22 неофициальных (в том числе 10 международных с «рабочими» командами Австрии, Уругвая и Финляндии).

## Классификация матчей
По установившейся в отечественной футбольной истории традиции официальными принято считать матчи первой сборной с эквивалентным по статусу соперником (сборные городов, а также регионов и республик); матчи с клубами Москвы и других городов составляют отдельную категорию матчей.
Международные матчи также разделяются на две категории: матчи с соперниками топ-уровня (в составах которых выступали футболисты, входящие в национальные сборные либо выступающие в чемпионатах (лигах) высшего соревновательного уровня своих стран — как профессионалы, так и любители) и (начиная с 1920-х годов) международные матчи с так называемыми «рабочими» командами (состоявшими, как правило, из любителей невысокого уровня).

## Статистика сезона
| 1928             |                                                       |      |
| МГ 45            | Москва — Ленинград                                    | 0:2  |
| Н (1)            | Москва — Ленинград-II                                 | 4:1  |
| Н (2)            | Москва — Москва-II                                    | 2:1  |
| Н (3)            | Москва — Нижняя Австрия («рабочая» VAFÖ)              | 6:1  |
| Н (4)            | Москва — Москва-II                                    | 2:0  |
| Н (5)            | Москва — Москва-II                                    | 4:1  |
| Н (6)            | Москва-II — Уругвай («рабочая» КСИ)                   | 4:1  |
| С 27             | Москва — Англия («рабочая» BWSF)                      | 4:0  |
| С 28             | Москва — Район автономных республик и областей (РАРО) | 9:0  |
| С 29             | Москва — Крым                                         | 4:2  |
| С 30             | Москва — Сибирь                                       | 8:3  |
| С 31             | Москва — Дальний Восток                               | 12:1 |
| С 32             | Москва — Ленинград                                    | 5:3  |
| С 33             | Москва — Украина                                      | 1:0  |
| Н (7)            | Москва-II — Дулево                                    | 10:1 |
| Н (8)            | Москва-II — Уругвай («рабочая» КСИ)                   | 4:0  |
| Н (9)            | Москва — Австрия («рабочая» VAFÖ)                     | 2:0  |
| Н (10)           | Москва-II — Ленинград-II                              | 2:2  |
| Н (11)           | Москва-II — Ленинград-II                              | 2:1  |
| Н (12)           | Москва — Штайермарк («рабочая» VAFÖ)                  | 2:2  |
| Н (13)           | Москва — Фёслау («рабочая» VAFÖ)                      | 8:2  |
| Н (14)           | Москва — Нижняя Австрия («рабочая» VAFÖ)              | 6:3  |
| Н (15)           | Москва (МГСПС) — Харьков («металлисты»)               | 1:3  |
| Н (16)           | Москва (МГСПС) — Харьков (ХОСПС)                      | 1:3  |
| Н (17)           | Москва (Военвед) — Финляндия («рабочая» TUL)          | 9:1  |
| Н (18)           | Москва (Военвед) — Хельсинки («рабочая» TUL)          | 9:1  |
| Н (19)           | Москва (Военвед) — Финляндия («рабочая»)              | 4:3  |
| Н (20)           | Москва (Военвед) — Москва (МГСПС)                     | 7:1  |
| МГ 46            | Москва — Одесса                                       | 3:3  |
| МГ 47            | Москва — Одесса                                       | 3:0  |
| Н (21)           | Москва — «Железнодорожники» Днепропетровск            | 4:0  |
| Н (22)           | Москва — «Динамо» Днепропетровск                      | 1:0  |
| МГ 48            | Москва — Днепропетровск                               | 1:1  |
| Итого            |                                                       |      |
| И В Н П М        |                                                       |      |
| 11 8 2 1 50 − 15 |                                                       |      |
| 22 18 2 94 − 28  |                                                       |      |

## Официальные матчи

### 92. Москва — Ленинград — 0:2
Междугородний товарищеский матч 45 — матч городов (отчет ).

| Москва | 0:2 | Ленинград                             |
| ------ | --- | ------------------------------------- |
|        |     | - 19′ Г.Архангельский - 30′ М.Бутусов |

| Игрок                  | Клуб        |                                 | Вышел на замену | Гол   |
| ---------------------- | ----------- | ------------------------------- | --------------- | ----- |
| Леонов, Михаил         | «Трёхгорка» | Серебряный гол · Серебряный гол | 9               | (-16) |
|                        |             |                                 |                 |       |
| Рущинский, Михаил      | «Трёхгорка» | 7'                              | 17              |       |
| Пчеликов, Павел        | ЦДКА        |                                 | 9               |       |
|                        |             |                                 |                 |       |
| Егоров, Сергей         | «Пищевики»  |                                 | 7               | 1     |
| Селин, Фёдор           | «Динамо»    |                                 | 32              | 24    |
| Леута, Станислав       | «Пищевики»  |                                 | 8               |       |
|                        |             |                                 |                 |       |
| Старостин, Николай     | «Пищевики»  |                                 | 21              | 17    |
| Артемьев, Пётр         | «Пищевики»  |                                 | 16              | 6     |
| Исаков, Петр           | «Пищевики»  |                                 | 22              | 10    |
| Канунников, Павел      | «Пищевики»  |                                 | 20              | 21    |
| Холин, Александр       | «Трёхгорка» |                                 | 16              | 5     |
| Замена                 |             |                                 |                 |       |
| Лапшин, Василий        | «Трёхгорка» | 7'                              | 12              |       |
| Тренер                 |             |                                 |                 |       |
| Ромм, Михаил Давидович |             |                                 | 1               |       |

| Ленинград       |     |
| --------------- | --- |
| Н.Соколов       |     |
|                 |     |
| Г.Гостев        |     |
| Ежов            |     |
|                 |     |
| П.Филиппов      |     |
| Батырев         |     |
| Гуськов         |     |
|                 |     |
| П.Григорьев     |     |
| М.Бутусов       | Гол |
| Г.Архангельский | Гол |
| Б.Шелагин       |     |
| К.Егоров        |     |

|  |

### 93. Москва — Англия («рабочая») — 4:0
Соревновательный матч 27 — Всесоюзная спартакиада (первоначальный турнир), 1/16 финала (отчет ).

| Москва                                             | 4:0 | Англия «раб» (BWSF) |
| -------------------------------------------------- | --- | ------------------- |
| - Н.Старостин 59′ 71′ - Канунников 65′ - Холин 88′ |     |                     |

| Игрок                  | Клуб        |           | Вышел на замену | Гол   |
| ---------------------- | ----------- | --------- | --------------- | ----- |
| Леонов, Михаил         | «Трёхгорка» |           | 10              | (-16) |
|                        |             |           |                 |       |
| Лапшин, Василий        | «Трёхгорка» |           | 13              |       |
| Старостин, Александр   | «Пищевики»  |           | 3               |       |
|                        |             |           |                 |       |
| Егоров, Сергей         | «Пищевики»  |           | 8               | 1     |
| Селин, Фёдор           | «Динамо»    |           | 33              | 24    |
| Никишин, Евгений       | ЦДКА        |           | 15              |       |
|                        |             |           |                 |       |
| Старостин, Николай     | «Пищевики»  | Гол · Гол | 22              | 19    |
| Блинков, Владимир      | РКимА       |           | 1               |       |
| Исаков, Петр           | «Пищевики»  |           | 23              | 10    |
| Канунников, Павел      | «Пищевики»  | Гол       | 21              | 22    |
| Холин, Александр       | «Трёхгорка» | Гол       | 17              | 6     |
| Тренер                 |             |           |                 |       |
| Ромм, Михаил Давидович |             |           | 2               |       |

| Англия     |  |
| ---------- |  |
| ?          |  |
|            |  |
| ?          |  |
| ?          |  |
|            |  |
| ?          |  |
| ?          |  |
| ?          |  |
|            |  |
| ?          |  |
| ?          |  |
| Т.Челендер |  |
| ?          |  |
| ?          |  |

### 94. Москва — Район автономных республик и областей (РАРО)[15]— 9:0
Соревновательный матч 28 — Всесоюзная спартакиада (первоначальный турнир), 1/8 финала (отчет ).

| Москва        | 9:0 | РАРО |
| ------------- | --- | ---- |
| - Н.Старостин |     |      |

| Игрок                  | Клуб        |                       | Вышел на замену | Гол   |
| ---------------------- | ----------- | --------------------- | --------------- | ----- |
| Леонов, Михаил         | «Трёхгорка» |                       | 11              | (-16) |
|                        |             |                       |                 |       |
| Лапшин, Василий        | «Трёхгорка» |                       | 14              |       |
| Старостин, Александр   | «Пищевики»  |                       | 4               |       |
|                        |             |                       |                 |       |
| Егоров, Сергей         | «Пищевики»  |                       | 9               | 1     |
| Селин, Фёдор           | «Динамо»    |                       | 34              | 24    |
| Никишин, Евгений       | ЦДКА        |                       | 16              |       |
|                        |             |                       |                 |       |
| Старостин, Николай     | «Пищевики»  | Гол · Гол · Гол · Гол | 23              | 23    |
| Блинков, Владимир      | РКимА       |                       | 2               |       |
| Исаков, Петр           | «Пищевики»  |                       | 24              | 10    |
| Канунников, Павел      | «Пищевики»  |                       | 22              | 22    |
| Холин, Александр       | «Трёхгорка» |                       | 18              | 6     |
| Тренер                 |             |                       |                 |       |
| Ромм, Михаил Давидович |             |                       | 3               |       |

| РАРО |  |
| ---- |  |
| ?    |  |
|      |  |
| ?    |  |
| ?    |  |
|      |  |
| ?    |  |
| ?    |  |
| ?    |  |
|      |  |
| ?    |  |
| ?    |  |
| ?    |  |
| ?    |  |
| ?    |  |

### 95. Москва — Крым — 4:2
Соревновательный матч 29 — Всесоюзная спартакиада, 1/16 финала (отчет ).

| Москва                                           | 4:2 | Крым                            |
| ------------------------------------------------ | --- | ------------------------------- |
| - Канунников 5′ - Исаков 21′ 82′ - В.Блинков 42′ |     | - 8′ Поляков - 87′ (пен.) Зевли |

| Игрок                  | Клуб        |                                 | Вышел на замену | Гол   |
| ---------------------- | ----------- | ------------------------------- | --------------- | ----- |
| Леонов, Михаил         | «Трёхгорка» | Серебряный гол · Серебряный гол | 12              | (-18) |
|                        |             |                                 |                 |       |
| Лапшин, Василий        | «Трёхгорка» |                                 | 15              |       |
| Старостин, Александр   | «Пищевики»  |                                 | 5               |       |
|                        |             |                                 |                 |       |
| Егоров, Сергей         | «Пищевики»  |                                 | 10              | 1     |
| Селин, Фёдор           | «Динамо»    |                                 | 35              | 24    |
| Никишин, Евгений       | ЦДКА        |                                 | 17              |       |
|                        |             |                                 |                 |       |
| Старостин, Николай     | «Пищевики»  |                                 | 24              | 23    |
| Блинков, Владимир      | РКимА       | Гол                             | 3               | 1     |
| Исаков, Петр           | «Пищевики»  | Гол · Гол                       | 25              | 12    |
| Канунников, Павел      | «Пищевики»  | Гол                             | 23              | 23    |
| Холин, Александр       | «Трёхгорка» |                                 | 19              | 6     |
| Тренер                 |             |                                 |                 |       |
| Ромм, Михаил Давидович |             |                                 | 4               |       |

| Крым      |     |
| --------- | --- |
| Полотай   |     |
|           |     |
| Пронин    |     |
| Кульгавый |     |
|           |     |
| Фадеев    |     |
| Зевли     | Гол |
| Золотов   |     |
|           |     |
| Лебедев   |     |
| Варавва   |     |
| Поляков   | Гол |
| Урбанский |     |
| Зайчиков  |     |

### 96. Москва — Сибирь — 8:3
Соревновательный матч 30 — Всесоюзная спартакиада, 1/8 финала (отчет ).

| Москва | 8:3 | Сибирь                                          |
| --- | --- | ----------------------------------------------- |
| - Селин 8′ - ? 10' (пен.) - В.Блинков 23′ 57′ - Холин 37′ 45′ - Козин 39′ (авт.) - Н.Старостин 73′ - Исаков 82′ |     | - 6′ Кутин - 22′ Щербаков - 40′ (пен.) Дружинин |

| Игрок                  | Клуб        |                                                  | Вышел на замену | Гол   |
| ---------------------- | ----------- | ------------------------------------------------ | --------------- | ----- |
| Леонов, Михаил         | «Трёхгорка» | Серебряный гол · Серебряный гол · Серебряный гол | 13              | (-21) |
|                        |             |                                                  |                 |       |
| Рущинский, Михаил      | «Трёхгорка» |                                                  | 18              |       |
| Лапшин, Василий        | «Трёхгорка» |                                                  | 16              |       |
|                        |             |                                                  |                 |       |
| Егоров, Сергей         | «Пищевики»  |                                                  | 11              | 1     |
| Селин, Фёдор           | «Динамо»    | Гол                                              | 36              | 25    |
| Леута, Станислав       | «Пищевики»  |                                                  | 9               |       |
|                        |             |                                                  |                 |       |
| Старостин, Николай     | «Пищевики»  | Гол                                              | 25              | 24    |
| Троицкий, Николай      | ОРК         |                                                  | 12              | 4     |
| Исаков, Петр           | «Пищевики»  | Гол                                              | 26              | 13    |
| Блинков, Владимир      | РКимА       | Гол · Гол                                        | 4               | 3     |
| Холин, Александр       | «Трёхгорка» | Гол · Гол                                        | 20              | 8     |
| Тренер                 |             |                                                  |                 |       |
| Ромм, Михаил Давидович |             |                                                  | 5               |       |

| Сибирь     |     |
| ---------- | --- |
| Лысенко    |     |
|            |     |
| Козин      |     |
| Доброхотов |     |
|            |     |
| Жвачкин    |     |
| Соколов    |     |
| Дружинин   | Гол |
|            |     |
| Буренин    |     |
| Архипов    |     |
| Кутин      | Гол |
| Ануфриев   |     |
| Щербаков   | Гол |

### 97. Москва — Дальний Восток — 12:1
Соревновательный матч 31 — Всесоюзная спартакиада, 1/4 финала (отчет ).

| Москва | 12:1 | Дальний Восток |
| --- | ---- | -------------- |
| - Н.Старостин 8′ 47′ 59′ 83′ - Исаков 12′ 49′ 87′ - Холин 22′ 51′ - В.Блинков 38′ - Н.Троицкий 65′ - Никишин 77′ |      | - 16′ И.Иванов |

| Игрок                  | Клуб        |                       | Вышел на замену | Гол  |
| ---------------------- | ----------- | --------------------- | --------------- | ---- |
| Чулков, Фёдор          | «Динамо»    | Серебряный гол        | 7               | (-9) |
|                        |             |                       |                 |      |
| Рущинский, Михаил      | «Трёхгорка» |                       | 19              |      |
| Старостин, Александр   | «Пищевики»  |                       | 6               |      |
|                        |             |                       |                 |      |
| Егоров, Сергей         | «Пищевики»  |                       | 12              | 1    |
| Леута, Станислав       | «Пищевики»  |                       | 10              |      |
| Никишин, Евгений       | ЦДКА        | Гол                   | 18              | 1    |
|                        |             |                       |                 |      |
| Старостин, Николай     | «Пищевики»  | Гол · Гол · Гол · Гол | 26              | 28   |
| Троицкий, Николай      | ОРК         | Гол                   | 13              | 5    |
| Исаков, Петр           | «Пищевики»  | Гол · Гол · Гол       | 27              | 16   |
| Блинков, Владимир      | РКимА       | Гол                   | 5               | 4    |
| Холин, Александр       | «Трёхгорка» | Гол · Гол             | 21              | 10   |
| Тренер                 |             |                       |                 |      |
| Ромм, Михаил Давидович |             |                       | 6               |      |

| Дальний Восток |     |
| -------------- | --- |
| В.Филиппов     |     |
|                |     |
| Воронков       |     |
| Чернышев       |     |
|                |     |
| Понасенко      |     |
| Марков         |     |
| В.Иванов       |     |
|                |     |
| И.Иванов       | Гол |
| Левит          |     |
| Владивостоков  |     |
| Бакаляр        |     |
| Дисеваго       |     |

### 98. Москва — Ленинград — 5:3
Соревновательный матч 32 — Всесоюзная спартакиада, 1/2 финала (отчет ).

| Москва                                                | 5:3 | Ленинград                                 |
| ----------------------------------------------------- | --- | ----------------------------------------- |
| - Н.Старостин 20′ 35′ - В.Блинков 53′ 65′ - Холин 76′ |     | - 2′ 82′ М.Бутусов - 84′ (авт.) Рущинский |

| Игрок                  | Клуб        |                                                  | Вышел на замену | Гол   |
| ---------------------- | ----------- | ------------------------------------------------ | --------------- | ----- |
| Леонов, Михаил         | «Трёхгорка» | Серебряный гол · Серебряный гол · Серебряный гол | 14              | (-24) |
|                        |             |                                                  |                 |       |
| Рущинский, Михаил      | «Трёхгорка» |                                                  | 20              |       |
| Старостин, Александр   | «Пищевики»  |                                                  | 7               |       |
|                        |             |                                                  |                 |       |
| Егоров, Сергей         | «Пищевики»  |                                                  | 13              | 1     |
| Селин, Фёдор           | «Динамо»    |                                                  | 37              | 25    |
| Леута, Станислав       | «Пищевики»  |                                                  | 11              |       |
|                        |             |                                                  |                 |       |
| Старостин, Николай     | «Пищевики»  | Гол · Гол                                        | 27              | 30    |
| Троицкий, Николай      | ОРК         |                                                  | 14              | 5     |
| Исаков, Петр           | «Пищевики»  |                                                  | 28              | 16    |
| Блинков, Владимир      | РКимА       | Гол · Гол                                        | 6               | 6     |
| Холин, Александр       | «Трёхгорка» | Гол                                              | 22              | 11    |
| Тренер                 |             |                                                  |                 |       |
| Ромм, Михаил Давидович |             |                                                  | 7               |       |

| Ленинград       |           |
| --------------- | --------- |
| Н.Соколов       |           |
|                 |           |
| Г.Гостев        |           |
| Ежов            |           |
|                 |           |
| П.Филиппов      |           |
| Батырев         |           |
| Гуськов         |           |
|                 |           |
| П.Григорьев     |           |
| М.Бутусов       | Гол · Гол |
| Г.Архангельский |           |
| Б.Шелагин       |           |
| Кусков          |           |

|  |  |  |  |  |  |

### 99. Москва — Украина[21]— 1:0
Соревновательный матч 33 — Всесоюзная спартакиада, финал (отчет ).

| Москва           | 1:0 | Украина |
| ---------------- | --- | ------- |
| - Н.Троицкий 61′ |     |         |

| Игрок                  | Клуб        |     | Вышел на замену | Гол   |
| ---------------------- | ----------- | --- | --------------- | ----- |
| Леонов, Михаил         | «Трёхгорка» |     | 15              | (-24) |
|                        |             |     |                 |       |
| Рущинский, Михаил      | «Трёхгорка» |     | 21              |       |
| Старостин, Александр   | «Пищевики»  |     | 8               |       |
|                        |             |     |                 |       |
| Егоров, Сергей         | «Пищевики»  |     | 14              | 1     |
| Селин, Фёдор           | «Динамо»    |     | 38              | 25    |
| Леута, Станислав       | «Пищевики»  |     | 12              |       |
|                        |             |     |                 |       |
| Старостин, Николай     | «Пищевики»  |     | 28              | 30    |
| Троицкий, Николай      | ОРК         | Гол | 15              | 6     |
| Исаков, Петр           | «Пищевики»  |     | 29              | 16    |
| Блинков, Владимир      | РКимА       |     | 7               | 6     |
| Холин, Александр       | «Трёхгорка» |     | 23              | 11    |
| Тренер                 |             |     |                 |       |
| Ромм, Михаил Давидович |             |     | 8               |       |

| Украина      |     |
| ------------ | --- |
| Москвин      |     |
|              |     |
| Кладько      |     |
| К.Фомин      |     |
|              |     |
| П.Семенов    |     |
| В.Фомин      | 64' |
| Привалов     |     |
|              |     |
| Владимирский |     |
| Шпаковский   |     |
| Мищенко      | 89' |
| Алферов      |     |
| Губарев      |     |
| Замена       |     |
| Н.Фомин      | 64' |

|  |  |  |

### 100. Москва — Одесса — 3:3

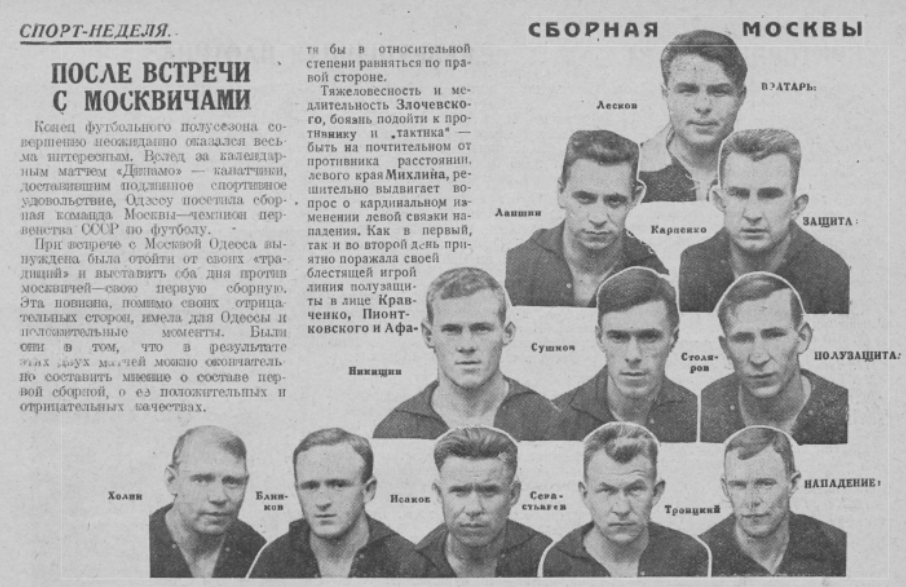
Сборная Москвы в матчах с Одессой в ноябре 1928 — правильно (на фото слева направо в каждом ряду согласно расстановке) Леонов — Карпенко, Лапшин — Столяров, Сушков, Никишин — Н.Троицкий, Савостьянов, Исаков, В.Блинков, Холин

Междугородний товарищеский матч 46 (отчет ).

| Москва                                         | 3:3 | Одесса                                                 |
| ---------------------------------------------- | --- | ------------------------------------------------------ |
| - П.Савостьянов 38′ - ? ~40′ - Н.Троицкий ~50′ |     | - 10′ Кононов - 29' (пен.) 57′ 63′ Штрауб - 74' (пен.) |

| Игрок              | Клуб        |                                                  | Вышел на замену | Гол   |
| ------------------ | ----------- | ------------------------------------------------ | --------------- | ----- |
| Леонов, Михаил     | «Трёхгорка» | Серебряный гол · Серебряный гол · Серебряный гол | 16              | (-27) |
|                    |             |                                                  |                 |       |
| Карпенко, Николай  | «Динамо»    |                                                  | 1               |       |
| Лапшин, Василий    | «Трёхгорка» |                                                  | 17              |       |
|                    |             |                                                  |                 |       |
| Никишин, Евгений   | ЦДКА        |                                                  | 19              | 1     |
| Сушков, Михаил     | «Трёхгорка» |                                                  | 4               |       |
| Столяров, Алексей  | «Динамо»    |                                                  | 1               |       |
|                    |             |                                                  |                 |       |
| Троицкий, Николай  | ОРК         | Гол                                              | 16              | 7     |
| Савостьянов, Павел | ЦДКА        | Гол                                              | 5               | 3     |
| Исаков, Петр       | «Пищевики»  |                                                  | 30              | 16    |
| Блинков, Владимир  | РКимА       |                                                  | 8               | 6     |
| Холин, Александр   | «Трёхгорка» |                                                  | 24              | 11    |

| Одесса       |           |
| ------------ | --------- |
| С.Москвин    |           |
|              |           |
| Кустинский   |           |
| Попов        |           |
|              |           |
| Афанасьев    |           |
| Пионтковский |           |
| Кравченко    |           |
|              |           |
| Малхасов     |           |
| Штрауб       | Гол · Гол |
| Кононов      | Гол       |
| Злочевский   |           |
| Михлин       |           |

### 101. Москва — Одесса — 3:0
Междугородний товарищеский матч 47 (отчет  ).

| Москва                                             | 3:0 | Одесса |
| -------------------------------------------------- | --- | ------ |
| - П.Савостьянов 5′ 44′ - Холин (2)′ - ? 88' (пен.) |     |        |

| Игрок              | Клуб        |           | Вышел на замену | Гол   |
| ------------------ | ----------- | --------- | --------------- | ----- |
| Леонов, Михаил     | «Трёхгорка» |           | 17              | (-27) |
|                    |             |           |                 |       |
| Карпенко, Николай  | «Динамо»    |           | 2               |       |
| Лапшин, Василий    | «Трёхгорка» |           | 18              |       |
|                    |             |           |                 |       |
| Никишин, Евгений   | ЦДКА        |           | 20              | 1     |
| Сушков, Михаил     | «Трёхгорка» |           | 5               |       |
| Столяров, Алексей  | «Динамо»    |           | 2               |       |
|                    |             |           |                 |       |
| Троицкий, Николай  | ОРК         |           | 17              | 7     |
| Савостьянов, Павел | ЦДКА        | Гол · Гол | 6               | 5     |
| Исаков, Петр       | «Пищевики»  |           | 31              | 16    |
| Блинков, Владимир  | РКимА       |           | 9               | 6     |
| Холин, Александр   | «Трёхгорка» | Гол       | 25              | 12    |

| Одесса       |  |
| ------------ |  |
| С.Москвин    |  |
|              |  |
| Кустинский   |  |
| Попов        |  |
|              |  |
| Афанасьев    |  |
| Пионтковский |  |
| Кравченко    |  |
|              |  |
| Малхасов     |  |
| Штрауб       |  |
| Кононов      |  |
| Злочевский   |  |
| Михлин       |  |

### 102. Москва — Днепропетровск — 1:1
Междугородний товарищеский матч 48 (отчет ).

| Москва | 1:1 | Днепропетровск |
| ------ | --- | -------------- |
|        |     |                |

| Игрок              | Клуб        |                | Вышел на замену | Гол   |
| ------------------ | ----------- | -------------- | --------------- | ----- |
| Леонов, Михаил     | «Трёхгорка» | Серебряный гол | 18              | (-28) |
|                    |             |                |                 |       |
| Карпенко, Николай  | «Динамо»    |                | 3               |       |
| Лапшин, Василий    | «Трёхгорка» |                | 19              |       |
|                    |             |                |                 |       |
| Никишин, Евгений   | ЦДКА        |                | 20              | 1     |
| Дубинин, Виктор    | «Трёхгорка» |                | 1               |       |
| Столяров, Алексей  | «Динамо»    |                | 3               |       |
|                    |             |                |                 |       |
| Троицкий, Николай  | ОРК         |                | 18              | 7     |
| Савостьянов, Павел | ЦДКА        |                | 7               | 5     |
| Соколов, Виктор    | «Трёхгорка» |                | 2               |       |
| Блинков, Владимир  | РКимА       |                | 10              | 6     |
| Холин, Александр   | «Трёхгорка» |                | 26              | 12    |

| Днепропетровск |  |
| -------------- |  |
| ?              |  |
|                |  |
| ?              |  |
| ?              |  |
|                |  |
| ?              |  |
| ?              |  |
| ?              |  |
|                |  |
| ?              |  |
| ?              |  |
| ?              |  |
| ?              |  |
| ?              |  |

## Неофициальные матчи
1. Товарищеский матч
| Москва                                    | 4:1 | Ленинград (II)    |
| ----------------------------------------- | --- | ----------------- |
| - Канунников 1:0′ 85′ - В.Блинков 32′ 52′ |     | - 2:1′ Д.Родионов |

| Москва: Леонов - В.Лапшин (46' Исаков), Селин - С.Егоров, Сушков, Леута - Н.Старостин, В.Блинков, К.Блинков, Канунников, Холин Ленинград (II): Савинцев - А.Корнилов, П.Бутусов - А.Петров, Воног, Уннам - Д.Родионов, Мурашев, А.Артемьев, Кусков, А.Богданов |

2. Контрольный матч
| Москва                        | 2:1 | Москва (II) |
| ----------------------------- | --- | ----------- |
| - Исаков 44′ - В.Блинков ~70′ |     | - 30′ Леута |

3. Международный матч
| Москва                                                   | 6:1 | Нижняя Австрия «раб» VAFÖ |
| -------------------------------------------------------- | --- | ------------------------- |
| - В.Блинков 17′ - Леута 29′ 85′ - Канунников 31′ 59′ 88′ |     | - 72′ Кирхнер             |

| Москва: Леонов - В.Лапшин, Ал.Старостин - С.Егоров, Леута, Никишин - Н.Старостин, В.Блинков, Исаков, Канунников, Холин «раб» VAFÖ: Штёлер - Фас, Сисел - Сак, Вайнгуст (Шмид), Тетреф - Кирхнер, Вайс, Броуцек, Майер (Немечек), Лайхтер |

|  |  |  |  |

4. Контрольный матч
| Москва | 2:0 | Москва (II) |
| ------ | --- | ----------- |
|        |     |             |

5. Контрольный матч
| Москва                                               | 4:1 | Москва (II)   |
| ---------------------------------------------------- | --- | ------------- |
| - К.Блинков 7′ - Н.Троицкий 19′ - Канунников 40′ 82′ |     | - 14′ Елисеев |

| Москва: Леонов - Рущинский, В.Лапшин - С.Егоров, Селин, Никишин - Н.Старостин, Н.Троицкий, К.Блинков, Канунников, Холин Москва (II): И.Филиппов - Леута, Пчеликов - ..., ..., Н.Баранов - Т.Григорьев, С.Иванов, ..., Елисеев, Колодный |

6. Международный матч
| Москва (II)                                        | 4:1 | Уругвай «раб» КСИ |
| -------------------------------------------------- | --- | ----------------- |
| - К.Блинков 5′ - С.Иванов 13′ 61′ - Шапошников 24′ |     | - 22′ Р.Фернандес |

| Москва (II): И.Филиппов - Ал.Старостин, Пчеликов - Ленчиков, Леута, Столяров - Т.Григорьев, С.Иванов, К.Блинков, Дынин, Шапошников «раб» КСИ: М.Мальо - Х.Мальо, Сигабо - Пичини, Дантен, Стефано - Соусса, Лапера, У.Вильяр, Р.Фернандес, Севилья |

|  |  |  |

7. Матч на «первенство Московской губернии»
| Москва | 10:1 | Дулево |
| ------ | ---- | ------ |
|        |      |        |

| Москва: Чулков - Пчеликов, Тетерин - В.Дубинин, Аронов, Столяров - Т.Григорьев, С.Иванов, К.Блинков, П.Артемьев, Шапошников |

8. Международный матч
| Москва (II)                                            | 4:0 | Уругвай «раб» КСИ |
| ------------------------------------------------------ | --- | ----------------- |
| - ? 3′ - Шапошников 13′ - К.Блинков 14′ - ? 59′ (пен.) |     |                   |

| Москва (II): Чулков - Пчеликов, В.Лапшин - В.Дубинин, Аронов, Столяров - Т.Григорьев, Павлов, К.Блинков, Елисеев, Шапошников «раб» КСИ: М.Мальо - Комбистру, Сигабо - Пичини, Дантен, Стефано - Соусса, Лапера, У.Вильяр, Р.Фернандес, Севилья |

9. Международный матч
| Москва                      | 2:0 | Австрия «раб» VAFÖ |
| --------------------------- | --- | ------------------ |
| - В.Блинков 56′ - Леута 85′ |     | - 87' (пен.) Солил |

| Москва: Леонов - Рущинский, Ал.Старостин - С.Егоров, Селин, Леута - Н.Старостин (38' С.Иванов), В.Блинков, Исаков, Канунников (60' Никишин), Холин «раб» VAFÖ: Райсиг - Солил, Павлинар - Планкенбихлер, Райтерер, Принц - Пауль, Айгнер, Йерк (46' Крайзер), Зигль, Хаберхауэр |

|  |  |

10. Переходящий приз МГСФК
| Москва (II)                 | 2:2 | Ленинград (II)                           |
| --------------------------- | --- | ---------------------------------------- |
| - Калмыков 25′ - Павлов 65′ |     | - 65′ П.Григорьев - 74′ (пен.) Пав.Попов |

| Москва (II): Рыжов - Пчеликов, В.Лапшин - Пахомов, Сушков, Столяров - Т.Григорьев, Калмыков, К.Блинков, Павлов, Шапошников Ленинград (II): Савинцев - В.Топталов, Д.Штукин - Пав.Попов, Морозов (46' Б.Шелагин), Беляков - П.Григорьев, Феоктистов, Дробинцев, Мурашев, Усов |

11. Переходящий приз МГСФК — переигровка
| Москва (II)                       | 2:1 | Ленинград (II)  |
| --------------------------------- | --- | --------------- |
| - Елисеев 60′ - П.Савостьянов 78′ |     | - 44′ Дробинцев |

| Москва (II): Малышев - Карпенко, Тетерин - Пахомов, Аронов, Столяров - Т.Григорьев, П.Савостьянов, К.Блинков , Елисеев, Шапошников Ленинград (II): Савинцев - В.Топталов, Д.Штукин - Пав.Попов, Феоктистов, Беляков - П.Григорьев, Дробинцев, Б.Шелагин, Мурашев, Усов |

|  |  |

12. Международный матч
| Москва             | 2:2 | Штайермарк «раб» VAFÖ    |
| ------------------ | --- | ------------------------ |
| - С.Иванов 27′ 87′ |     | - 63′ Лорек - 70′ Шеннер |

| Москва: Леонов - Рущинский, Ал.Старостин - С.Егоров, Селин, Никишин - И.Филиппов, С.Иванов, Исаков, В.Блинков, Холин Штайермарк «раб» VAFÖ: Гюртль - Обербихлер, Швар - Швиндхакль, Грайнер, Рехаген - Распотник, Шеннер, Лорек, Ороси, Вальдхаузен |

13. Международный матч
| Москва                                                                                          | 8:2 | Фёслау «раб» VAFÖ       |
| ----------------------------------------------------------------------------------------------- | --- | ----------------------- |
| - Селин 16′ - В.Блинков 13' (пен.) 31′ 32′ - Канунников 30′ - Исаков 34′ 73′ - С.Иванов 70′ 80′ |     | - 45′ Дунст - 87′ Эрлих |

| Москва: Леонов - Рущинский, Ал.Старостин - С.Егоров, Селин, Никишин - И.Филиппов, С.Иванов, Исаков, В.Блинков, Канунников |

14. Товарищеский матч
| Москва (МГСПС) | 1:3 | Харьков (металлисты) |
| -------------- | --- | -------------------- |
|                |     |                      |

| Москва (МГСПС): ... В.Лапшин, Сушков, П.Артемьев, Шапошников ... |

15. Товарищеский матч
| Москва (МГСПС) | 1:3 | Харьков (МГСПС) |
| -------------- | --- | --------------- |
|                |     |                 |

| Москва (МГСПС): ... В.Лапшин, Сушков, П.Артемьев, Шапошников ... |

16. Международный матч
| Москва                                                  | 6:3 | Нижняя Австрия «раб» VAFÖ                    |
| ------------------------------------------------------- | --- | -------------------------------------------- |
| - В.Блинков 45′ (пен.) 77′ - С.Иванов 65′ 3:2′ - Исаков |     | - 4′ Броуцек - 55′ Майер - 88′ (пен.) Айгнер |

| Москва: Леонов - Рущинский, Ал.Старостин - С.Егоров, Селин, Никишин - И.Филиппов, С.Иванов, Исаков, В.Блинков, Канунников «раб» VAFÖ: Райсиг - Кованда, В.Павлинар - Зигль, Кропелка, Хоберт - Лайхтер, Броуцек, Айгнер, Майер, Пауль |

17. Международный матч
| Москва (Военвед)                                 | 9:1 | Финляндия «раб» TUL |
| ------------------------------------------------ | --- | ------------------- |
| - К.Блинков - П.Савостьянов - Прокофьев - Павлов |     | - (пен.) Гранат     |

| Москва (Военвед): Чулков - Карпенко, Пчеликов - Ленчиков, В.Ратов, Столяров - Рыбин, П.Савостьянов, К.Блинков , Павлов, Прокофьев |

18. Международный матч
| Москва (Военвед)                                                | 9:1 | Хельсинки «раб» TUL |
| --------------------------------------------------------------- | --- | ------------------- |
| - Павлов - Прокофьев - К.Блинков (пен.) - П.Савостьянов - Рыбин |     |                     |

| Москва (Военвед): ... - Рыбин, П.Савостьянов, К.Блинков , Павлов, Прокофьев |

19. Международный матч
| Москва (Военвед)                               | 4:3 | Финляндия «раб»   |
| ---------------------------------------------- | --- | ----------------- |
| - Ковалев 17′ - Павлов 38′ 77′ - К.Блинков 71′ |     | - 52′ 61′ 85′ Фри |

| Москва (Военвед): В.Матвеев - Карпенко, К.Блинков - Ленчиков, Халкиопов, Столяров - Рыбин, П.Савостьянов, Ковалев, Павлов, Прокофьев «раб»: Хальме - Карягин, Терман - ..., Форстайн, Лехто - ..., Спити, Гренлунд, Фри, Викстрём |

|  |  |  |

20. Товарищеский матч
| Москва (Военвед)        | 7:1 | Москва (МГСПС)  |
| ----------------------- | --- | --------------- |
| - Селин - П.Савостьянов |     | - 80′ В.Блинков |

| Москва (Военвед): В.Матвеев - Карпенко, К.Фомин - Никишин, Селин, Столяров - Бочков, П.Савостьянов, К.Блинков, Павлов, Прокофьев Москва (МГСПС): Леонов - В.Лапшин, Ал.Старостин - В.Дубинин, Сушков, Пахомов - Н.Троицкий, В.Соколов, Исаков, В.Блинков, Холин |

21. Товарищеский матч
| Москва | 4:0 | «Железнодорожники» Днепропетровск |
| ------ | --- | --------------------------------- |
|        |     |                                   |

22. Товарищеский матч
| Москва | 1:0 | «Динамо» Днепропетровск |
| ------ | --- | ----------------------- |
|        |     |                         |